# بدر (البحيرة)
بدر، مدينة مصرية تقع شمال مصر، وتتبع محافظة البحيرة إدراياً، والمدينة عاصمة مركز بدر بمديرية التحرير على أطراف الصحراء الغربية المصرية غرب دلتا النيل، أنشأها الرئيس المصري الراحل جمال عبد الناصر عام 1962، والمدينة مبينية على أساس زراعي بمعنى أنها أنشئت لجعلها سوقاً زراعياً مهماً في الإقليم، وتأخذ الإنتاج من القرى المستحدثة المحيطة بها.

## جغرافيا
تقع مدينة بدر جنوب إقليم مديرية التحرير جنوب محافظة البحيرة ويحدها:
- من الشمال: مركز الدلنجات ومركز كوم حمادة.
- من الشرق: مركز كوم حمادة.
- من الغرب: مركز وادي النطرون.
- من الجنوب: مدينة السادات.

## السكان
بلغ عدد سكان بدر 16,895 نسمة، منهم 9,131 ذكر و7,764 أنثى بحسب الإحصاء الرسمي لعام 2006.